# Жабоклики (Венґровський повіт)
Жабоклики (пол. Żabokliki) — село в Польщі, у гміні Коритниця Венґровського повіту Мазовецького воєводства.
Населення — 70 осіб (2011).
У 1975-1998 роках село належало до Седлецького воєводства.

## Демографія
Демографічна структура станом на 31 березня 2011 року:
|          | Загалом | Допрацездатний вік | Працездатний вік | Постпрацездатний вік |
| -------- | ------- | ------------------ | ---------------- | -------------------- |
| Чоловіки | 37      | 4                  | 26               | 7                    |
| Жінки    | 33      | 9                  | 16               | 8                    |
| Разом    | 70      | 13                 | 42               | 15                   |